# Philip Johnson (Politiker)

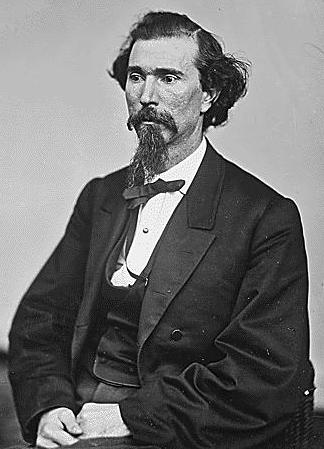
Philip Johnson

Philip Johnson (* 17. Januar 1818 in Polkville, Warren County, New Jersey; † 29. Januar 1867 in Washington, D.C.) war ein US-amerikanischer Politiker. Zwischen 1861 und 1867 vertrat er den Bundesstaat Pennsylvania im US-Repräsentantenhaus.

## Werdegang
Philip Johnson besuchte die öffentlichen Schulen seiner Heimat und das Lafayette College in Easton. Im Jahr 1839 zog er nach Mount Bethel. Zwischen 1844 und 1846 war er Privatlehrer auf einer Plantage im Staat Mississippi; danach kehrte er nach Pennsylvania zurück. Nach einem anschließenden Jurastudium und seiner 1848 erfolgten Zulassung als Rechtsanwalt begann er in Easton in diesem Beruf zu arbeiten. Von 1848 bis 1853 war er als County Clerk bei der dortigen Bezirksverwaltung angestellt. Politisch schloss er sich der Demokratischen Partei an. In den Jahren 1853 und 1854 saß er als Abgeordneter im Repräsentantenhaus von Pennsylvania, von 1859 bis 1860 arbeitete er für die Finanzverwaltung im dritten Gerichtsbezirk seines Staates (Revenue Commissioner).
Bei den Kongresswahlen des Jahres 1860 wurde Johnson im 13. Wahlbezirk von Pennsylvania in das US-Repräsentantenhaus in Washington, D.C. gewählt, wo er am 4. März 1861 die Nachfolge von William Harrison Dimmick antrat. Nach zwei Wiederwahlen konnte er bis zu seinem Tod am 29. Januar 1867 im Kongress verbleiben. Diese Zeit war von den Ereignissen des Bürgerkrieges und dessen Folgen geprägt. Im Jahr 1865 wurde der 13. Verfassungszusatz verabschiedet, durch den die Sklaverei abgeschafft wurde. Seit 1863 vertrat Johnson den elften Distrikt seines Staates im Kongress.